# Skibshøvl
Skibshøvl, høvl med stilbar sål dvs. at sålen ved hjælp af en skrue kan danne en mere eller mindre krum form, enten konkav eller konveks.

## Ekstern henvisning
- The Stanley Bench Plane Page
- Træsmedens Håndværktøj Arkiveret 16. september 2008 hos  Wayback Machine